# Marta Carro Nolasco
Marta Carro Nolasco (Cadis, Andalusia; 6 de gener de 1991) és una futbolista espanyola. Juga com a defensa i el seu equip actual és el València CF de la Primera Divisió espanyola.
Va ser campiona de Copa amb l'Atlètic de Madrid, equip on va estar nou temporades. Posteriorment fitxa per l'AGSM Verona i en 2017 pel València CF.